# آرتور بوته
آرتور بوته (انگلیسی: Arthur Bote؛ زادهٔ ۷ ژانویهٔ ۱۹۹۷) بازیکن فوتبال اهل برزیل است.